# Christian Drejer

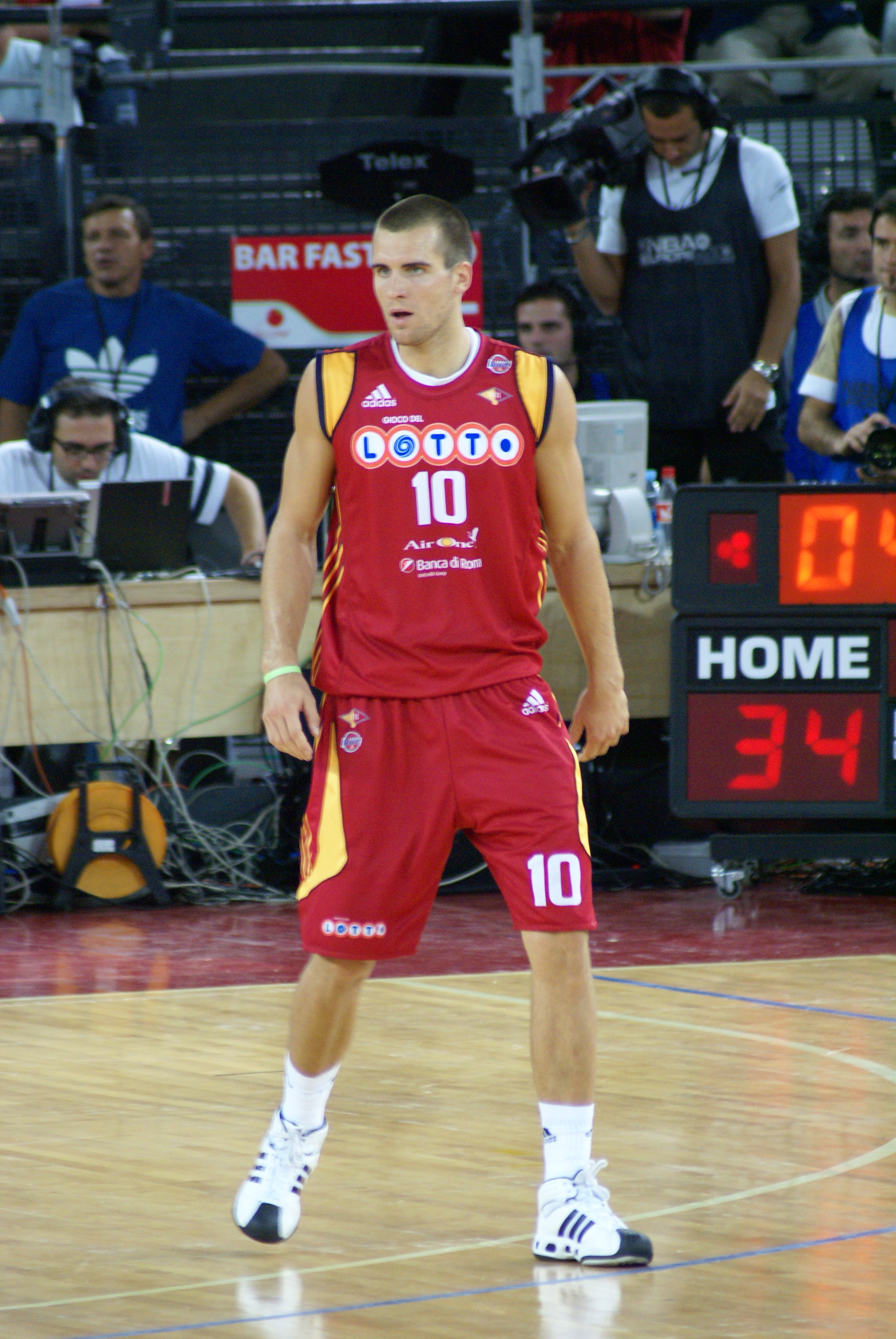
Christian Drejer (2007)

Johan Christian Drejer (* 8. Dezember 1982 in Kopenhagen) ist ein ehemaliger dänischer Basketballspieler. Er beendete seine Laufbahn im März 2008 aus Verletzungsgründen. Er war der erste Däne, der beim NBA-Draft ausgewählt wurde.

## Karriere
Drejer begann seine Basketball-Karriere bei SISU, einem Verein nahe seiner Heimatstadt Kopenhagen. Als Jugendlicher spielte er neben Basketball auch Handball und Fußball. In der Saison 2000/01 spielte er für SISU in der ersten dänischen Liga und verbuchte pro Spiel 17 Punkte. Zugleich kam er zu Einsätzen bei den Magic Great Danes, eine vom dänischen Basketball-Verband zusammengestellte Auswahlmannschaft, die am Spielbetrieb der North European Basketball League (NEBL) teilnahm. Der ehemalige NBA-Star Earvin „Magic“ Johnson absolvierte einige Gastauftritte bei den Magic Great Danes und sagte seinerzeit über Drejer: „Lasst mich Christian Drejer mit in die USA nehmen. In zwei, drei Jahren wird er ein bekannter NBA-Spieler sein.“
Im Alter von 19 Jahren dominierte Drejer die erste dänische Liga und erzielte für SISU während der Saison 2001/02 31,6 Punkte und 6,5 Rebounds pro Partie und wurde als Spieler des Jahres ausgezeichnet. 2002 wurde Drejer zudem erstmals in die dänische A-Nationalmannschaft berufen. Er lehnte Angebote europäischer Profivereine ab und wechselte zur Saison 2002/03 an die University of Florida. Eine Knöchelverletzung setzte ihn zunächst außer Gefecht. In seinem ersten Jahr bei den „Gators“ absolvierte er 18 Partien und kam auf Mittelwerte von 3,6 Punkte, 2,4 Assists sowie 1,6 Rebounds. In der Saison 2003/04 bestritt er 20 Spiele für Florida (10,2 Punkte, 4,8 Rebounds, 4,0 Assists pro Einsatz).
Im Februar 2004 verließ er Florida und unterschrieb einen Vertrag beim FC Barcelona. Dieser Wechsel innerhalb der Saison sowie das vorherige Inbetrachtziehen eines Wechsels wurde ihm seitens seiner Mannschaftskollegen und auch des Trainers übel genommen. Drejer absolvierte bis zum Ende der Saison 2004/05 insgesamt 29 Spiele in der spanischen Liga und sechs Spiele in der Euroleague für Barca. Die Zeit beim FC Barcelona bezeichnete er in einem Interview später als „furchtbar“. In diese Zeit fiel der NBA-Draft 2004, bei dem Drejer von den New Jersey Nets (zweite Runde, 51. Stelle) ausgewählt wurde.
Im Sommer 2005 spielte er für die New Jersey Nets in einer Sommerliga, konnte sich dort aber nicht für einen Wechsel in die NBA empfehlen. Er wechselte zur Saison 2005/06 zum italienischen Erstligisten VidiVici Bologna, wo er anschließend bis zum Ende der Saison 2006/07 spielte.
Im August 2007 unterschrieb Drejer einen Dreijahresvertrag bei einem anderen italienischen Erstligaklub, Lottomatica Virtus Rom. Nach zwei Fußoperationen innerhalb eines halben Jahres gab Drejer im März 2008 im Alter von 25 Jahren sein Karriereende bekannt. Er habe versucht, die Verletzungsprobleme in den Griff zu bekommen, was aber nie richtig gelungen sei, hieß es in Drejers Presseerklärung. Sein Neffe Frederik Drejer Erichsen schlug ebenfalls eine Laufbahn im leistungsbezogenen Basketballsport ein.